# Offenhausen (Bavière)
Offenhausen est une commune de Bavière (Allemagne), située dans l'arrondissement du Pays-de-Nuremberg, dans le district de Moyenne-Franconie.

## Jumelage
- Offenhausen (Haute-Autriche) (Autriche) depuis 2001

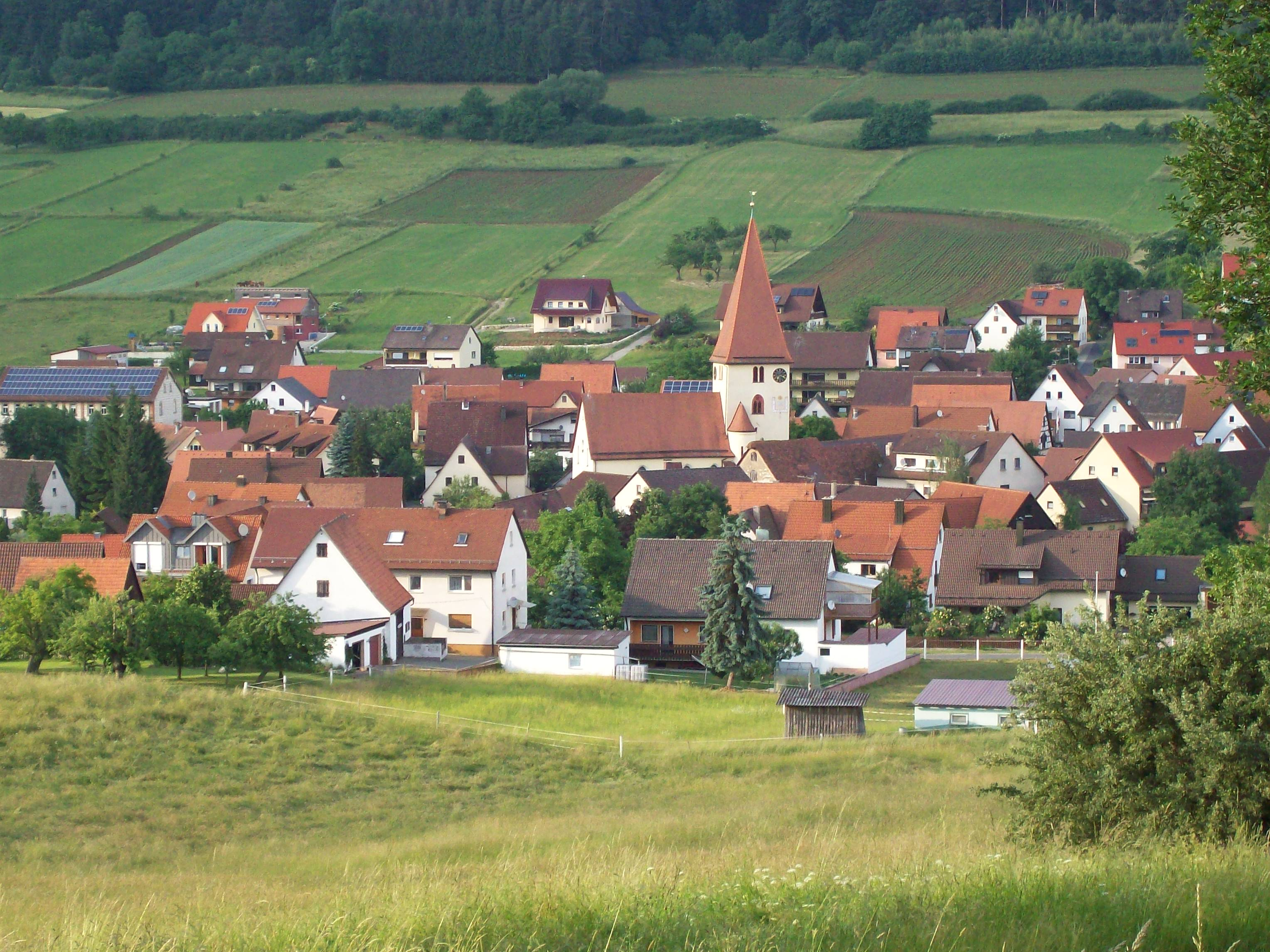
Offenhausen